# Lijst van oude kaarten van Brugge
Dit is een lijst van oude kaarten van Brugge.
| Datum       | Afbeelding                                                                            | Titel                                                               | Auteur                                  | Uitgever                           | Commons-categorie                                                  | Bronnen | Opmerkingen                                                                                      |
| ----------- | ------------------------------------------------------------------------------------- | ------------------------------------------------------------------- | --------------------------------------- | ---------------------------------- | ------------------------------------------------------------------ | --- | ------------------------------------------------------------------------------------------------ |
| 1558        | File:Map of Bruges by Jacob van Deventer.jpg                                          |                                                                     | Jacob van Deventer                      |                                    | Commons:Category:Maps of Bruges by Jacob van Deventer              | Koninklijke Bibliotheek van België ; Erfgoed Brugge | Minuutkaart bewaard in de Koninklijke Bibliotheek van België, gemaakt in opdracht van Filips II. |
| 1562        | File:Brugge door Marcus Gerards.jpg                                                   | Stadsplan van Brugge door Marcus Gerards (kopergravure)             | Marcus Gerards                          |                                    | Commons:Category:Map of Bruges by Marcus Gerards                   | Erfgoed Brugge |                                                                                                  |
| 1563        |                                                                                       | Stadsplan van Brugge door Marcus Gerards (ingekleurde kopergravure) | Marcus Gerards                          |                                    |                                                                    | Erfgoed Brugge; Art in Flanders |                                                                                                  |
| 1562 (1881) | File:Old map of Bruges by Marcus Gheeraerts de oude in 1562 01.jpg                    | Stadsplan van Brugge door Marcus Gerards (steendruk)                | Marcus Gerards                          |                                    | Commons:Category:Map of Bruges by Marcus Gerards                   | Erfgoed Brugge; Art in Flanders ; magisbrugge[dode link] |                                                                                                  |
| 1563        | File:Geschiedenisbrugge.jpg                                                           |                                                                     |                                         |                                    |                                                                    | brugge.be |                                                                                                  |
| 1571        | File:Kaart_van_Brugse_Vrije,_Pieter_Porbus.jpg                                        | Kaart van het Brugse Vrije                                          | Pieter Pourbus                          |                                    |                                                                    | Art in Flanders ; Erfgoed Brugge |                                                                                                  |
| 1572        | File:Brugae Flandricarum urbium ornamenta.jpg                                         | BRUGAE FLANDRICARVM VRBIVM ORNAMENTA                                | Georg Braun; Frans Hogenberg            |                                    | Commons:Category:Maps of Bruges by Braun & Hogenberg               | uni-heidelberg.de ; Koninklijke Bibliotheek van België ; swkk.de ; sanderusmaps.com ; Erfgoed Brugge ; Bibliothèque nationale de France ; uva.nl[dode link] | Maakt deel uit van de Civitates orbis terrarum                                                   |
| 1582-1612   | File:Brugae, Flandicarum urbium decus.jpg                                             | BRVGAE FLANDICARVM VRBIVM DECVS                                     | Lodovico Guicciardini                   | Johannes Janssonius                | Commons:Category:Maps of Bruges by Guicciardini                    | ebay.com ; theprintscollector.com[dode link] ; Bibliothèque nationale de France                                                                             |                                                                                                  |
| 15xx        | File:Anonieme kaart van Brugge uit 16e eeuw.jpg                                       |                                                                     | Anoniem                                 |                                    | Commons:Category:Map of Bruges by anonymous in 16th century        | Art in Flanders ; Erfgoed Brugge ; raakvlak.be |                                                                                                  |
| 1597        | File:Old map of Kaart van het Brugse vrije, detail of bruges.jpg                      | Heraldische kaart van het Brugse Vrije                              | Pieter Claeissens de Jonge              |                                    | Commons:Category:Map of Brugse Vrije by Pieter Claeissens de Jonge | Art in Flanders ; Erfgoed Brugge | Vrij getrouwe kopie van kaart door Pieter Pourbus.                                               |
| 16xx        | File:Map of Bruges, 17th century.jpg                                                  | Bruge, een der voornaamste Steeden van Vlaandren                    |                                         |                                    |                                                                    | Bibliothèque nationale de France | Bijna identiek aan kaart toegeschreven aan Frederik de Wit.                                      |
| 1649        | File:Brugge (Atlas van Loon).jpg                                                      | BRVGGE                                                              |                                         | Antonius Sanderus, Jan Blaeu       | Commons:Category:Maps of Bruges by Jan Blaeu                       | geheugenvannederland.nl |                                                                                                  |
| 1650        | File:Anoniem stadsplan van Brugge uit 1650.jpg                                        | BRUGAE                                                              |                                         |                                    |                                                                    | Koninklijke Bibliotheek van België |                                                                                                  |
| 16XX        | File:Bruges by Gaignières, Roger de.jpg                                               | Bruges. Plan de l'enceinte                                          |                                         |                                    |                                                                    | Bibliothèque nationale de France | Uit collectie van François Roger de Gaignières.                                                  |
| 1673        | File:Bruges, Map by Priorato.JPG                                                      | BRVGGES                                                             | Galaezzo Gualdo Priorato                | Michael Thurnmayer                 | Commons:Category:Map of bruges by Galaezzo Gualdo Priorato         | raremapsandbooks.com[dode link] ; atlasenkaart.nl |                                                                                                  |
| 1690        | File:Old map of Bruges by Joannes Lobberecht, 18th century.jpg                        | Kaart van Brugge en de waterwegen                                   | Joannes Lobberecht                      |                                    |                                                                    | Art in Flanders ; Erfgoed Brugge |                                                                                                  |
| 1714        | File:Kaart van Brugge en de feodale gronden.jpg                                       | Kaart van Brugge en de feodale gronden                              | Joannes Lobberecht                      |                                    |                                                                    | Art in Flanders ; Erfgoed Brugge |                                                                                                  |
| 1709        | File:Map of Bruges by Jacques Harrewijn.jpg                                           | La ville de Bruges                                                  | Jacob Harrewijn                         | François Foppens                   | Commons:Category:Maps of Bruges by Jacques Harrewijn               | classicalimages.com[dode link] ; atlasenkaart.nl |                                                                                                  |
| 1711        | File:Map of Bruges by F. De Wit, 1709.jpg                                             | BRVGA vulgo BRUGGE                                                  | Frederik de Wit                         |                                    |                                                                    | Erfgoed Brugge |                                                                                                  |
| 1727        | File:Map of Bruges by Tindal.jpg                                                      | Plan of Bruges, one of the principal towns in Flanders              |                                         | Nicolas Tindal                     |                                                                    | theprintscollector.com[dode link] |                                                                                                  |
| 1738        | File:Map of bruges by Isacc Tirion, 1738.JPG                                          | GROND-TEKENING DER STAD BRUGGE                                      |                                         | Isaac Tirion                       |                                                                    | theprintscollector.com |                                                                                                  |
| 1742-1744   | File:Map of Bruges by Isacc Basire.jpg                                                | Bruges one of the principal cities of Flanders                      | Isaac Basire                            | Nicholas Tindal ; Rapin De Thoyras | Commons:Category:Maps of Bruges by Basire                          | Koninklijke Bibliotheek van België ; Erfgoed Brugge sanderusmaps.com ; jpmaps.co.uk[dode link] ; maphouse.co.uk[dode link]                                  |                                                                                                  |
| 1746        | File:Map of Bruges by Le Rouge.jpg                                                    | Bruges à 7 lieüs de Gand                                            |                                         | Georges Louis Le Rouge             | Commons:Category:Maps of Bruges by Georges Louis Le Rouge          | Erfgoed Brugge ; vintage-maps.com |                                                                                                  |
| 17xx        | File:Brugge, Belgium, handschriftelijke kaart, 2e helft 18e eeuw..jpg                 | Plan de Bruge                                                       |                                         |                                    |                                                                    | Erfgoed Brugge |                                                                                                  |
| 1771-1778   | File:Bruges, Belgium ; Ferraris Map.jpg                                               | Kabinetskaart van de Oostenrijkse Nederlanden                       | Joseph-Johann-Franz (Graaf) de Ferraris |                                    | Commons:Category:Maps of Bruges by Ferraris                        | Koninklijke Bibliotheek van België |                                                                                                  |
| 1777        | File:Map of Bruges by C. Janssens, 1777.jpg                                           | Plan de la ville de Bruges                                          | C. Janssens                             |                                    |                                                                    | Erfgoed Brugge |                                                                                                  |
| 1818        | File:Map of Bruges, begin 19th century.jpg                                            | Plan de la ville de Bruges                                          | Charles Senefelder                      | J. Goubaud                         |                                                                    | Bibliothèque nationale de France ; Erfgoed Brugge ; marcvandewiele.com                                                                                      |                                                                                                  |
| 1865        | File:Plan parcellaire de la ville de Bruges, 1865, Belgium.jpg                        | Plan parcellaire de la ville de Bruges                              | Philippe Chrétien Popp                  |                                    | Commons:Category:Maps of Bruges by Philippe-Christian Popp         | Historische Atlas Brugge |                                                                                                  |
| 1888        | File:Bruges by wagner and debes, 1888.jpg                                             | BRUGES, BRUGGE                                                      | Wagner & Debes                          | Wagner & Debes                     | Commons:Category:Maps of Bruges by Wagner & Debes                  | etsy.com |                                                                                                  |
| 1890        | File:Stafkaart_van_Brugge_en_omgeving,_ca.1890.jpg                                    | Stafkaart van Brugge en omgeving                                    |                                         |                                    |                                                                    | Erfgoed Brugge |                                                                                                  |
| 1905        | File:Baedeker Brugge 1905.jpg                                                         | BRUGES, BRUGGE                                                      | Wagner & Debes                          | Wagner & Debes                     | Commons:Category:Maps of Bruges by Wagner & Debes                  | Baedeker Belgique et Hollande 1905 |                                                                                                  |
| 1904-1907   | File:Brugge, Belgium, Algemeen stadsplan Stad Brugge, Dienst der Werken 1904-1907.jpg | Algemeen stadsplan Stad Brugge                                      | C. Salmon                               | Kahn Frères                        |                                                                    | Erfgoed Brugge |                                                                                                  |

## Algemene bronnen
- Historische Atlas Brugge
- Bibliothèque nationale de France
- Koninklijke Bibliotheek van België